# Eva Rueber-Staier
Eva Rueber-Staier (Bruck An Der Mur, 20 de fevereiro de 1951) é uma rainha da beleza da Áustria que venceu o Miss Mundo 1969. 
Ela foi a primeira austríaca a vencer este concurso. 

## Participação em concursos de beleza

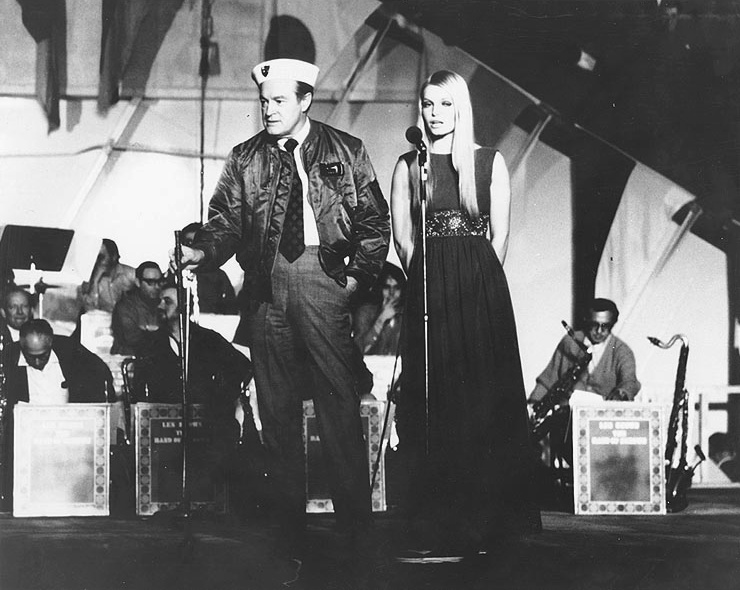
Eva com o apresentador Bob Hope no show natalino

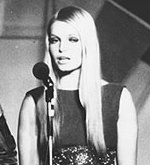
Eva, Miss Mundo 1969

Eva foi Miss Áustria e, assim teve a chance de ir ao Miss Universo 1969, onde ficou entre as semifinalistas (Top 15). Meses depois, venceu o Miss Mundo 1969, tendo sido coroada por Omar Sharif no Albert Hall, em Londres, no dia 27 de novembro de 1969.
Durante seu reinado, uma de suas primeiras atividades foi acompanhar o apresentador Bob Hope num tour no Vietnã, onde ele costumava apresentar um show natalino para entreter as tropas na Guerra do Vietnã. 
Em junho de 2019 o jornal austríaco Kurier publicou que Eva foi miss por acidente, pois uma amiga havia enviado fotos suas para o Miss Áustria. "Soube que tinha poucas participantes, então autorizei que enviasse minhas fotos. Não lembro muito bem daquela época, mas nunca tive realmente vontade de modelar. Viajar era bom, mas sempre tive problemas com os aspectos da beleza", disse ela para a publicação.

## Vida após os concursos
Após entregar sua coroa, fixou residência em Londres. Em dezembro de 2019, ao se completarem 50 anos de sua eleição, disse ao jornal austríaco Nachrichten que nunca visitou muito a Áustria desde que havia sido Miss Mundo e revelou que no início teve problemas em se adaptar com a comida dos britânicos. "Quando viajava para a Áustria, sempre trazia queijos e salsichas na bagagem", disse.
Eva teve uma pequena carreira como atriz, com destaque para seu papel de Rublevitch nos filmes da série James Bond: 007: O Espião que me Amava (1977), 007 - Somente Para Seus Olhos (1981) e 007 Contra Octopussy (1983).
Em  janeiro de 1973 casou-se com o ator britânico Ronald Fouracre, que faleceu em julho 1983.
Atualmente vive em Pinner, no subúrbio de Londres, é casada com o pintor Brian Cowen e é escultora, tendo feito um curso de Artes ainda nos anos 80.
Tem um filho que é cinegrafista.  